# Las Miejski w Fürth
Las Miejski – las w Fürth na wzgórzach Rosenberg wokół twierdzy Alte Veste przy granicy z mniejszym Lasem miejskim w Zirndorf. Las znajduje się w południowo-zachodniej części miasta. Liczne drogi spacerowe, rowerowe i konne przecinają oba lasy. Lasy ciągną się od Kanału Ren–Men–Dunaj na wschodzie aż po Cadolzburg na zachodzie.

## Źródła
- Stadtwald. In: Adolf Schwammberger: Fürth von A bis Z. Ein Geschichtslexikon. Fürth: Selbstverlag der Stadt Fürth, 1968, S. 346